# Панковка
Панко́вка — рабочий посёлок в Новгородском муниципальном районе Новгородской области.
Панковка — самый населённый рабочий посёлок Новгородской области.
Посёлок расположен на правом берегу реки Веряжа, к юго-западу от Великого Новгорода (примыкает к областному центру вплотную), с которым связан автобусным сообщением.

## История
В 1412 году в Мостищах был построен деревянный храм: «Поставиша …на Веряжи у мосту святого Николу церковь древяну…». В этом же году был основан и монастырь. Храм по данным археологических работ, сгорел во время пожара. На его месте в 1448 году строят каменный: «Заложиша церковъ камену святого Николу на Веряжеи, у мосту».
В 1478 году, когда войска московского князя окружили Новгород и заняли все ключевые подходы к городу, в Мостищах стоял полк под предводительством воеводы Андрея Оболенского.
В 1965 году в результате административно-территориального деления Мостищи и Панковка вошли в состав Борковского сельского Совета.
В 1968 году образован Панковский сельский совет, в который вошли Панковка, Мостищи, Воробейка. Первым председателем сельского совета стала Прокофьева Валентина Ивановна. В 1974 году в Панковске проживало 3800 жителей, было около 20 производственных коллективов.
Решением Новгородского облисполкома от 28 марта 1977 г. No 156 населённые пункты Мостище и Панковка Панковского сельсовета были объединены в один населённый пункт посёлок Панковка, с отнесением его к категории рабочих посёлков.
В 1978 году в Панковке студентом Новгородского пединститута Бессоновым Э. Н. была найдена берестяная грамота (№ 463). Она была обнаружена в земле, которую привезли из Новгорода для благоустройства сквера.

## Население
| 1979  | 1989  | 2002    | 2009    | 2010  | 2012    | 2013  | 2014  | 2015  |
| ----- | ----- | ------- | ------- | ----- | ------- | ----- | ----- | ----- |
| 3376  | ↗6939 | ↗10 057 | ↗10 249 | ↘9603 | ↘9529   | ↘9421 | ↘9400 | ↗9427 |
| 2016  | 2017  | 2018    | 2019    | 2020  | 2021    |       |       |       |
| ↗9500 | ↗9529 | ↗9591   | ↘9515   | ↗9589 | ↗10 109 |       |       |       |

## Экономика
Население в основном занято на предприятиях областного центра. Основные предприятия посёлка:
- АО «261 Ремонтный завод»
- ГУ «Исправительная колония № 7»

## Транспорт
Посёлок связан автобусным сообщением с Великим Новгородом маршрутами № 1а, 2, 2к, 9а, 22, 35, 35а, 36.
В посёлке производится посадка на пригородные автобусы следующие в юго-западном направлении: № 114 (до Шимска), № 130 (до Лесной), № 124 (до Завала), № 109 (Богданово), № 109а (Чайка), № 112 (дачный массив Заречный), а также автобусы до Клопского монастыря, Великого Новгорода (кольцевой через Борки, Сергово).

## Пенитенциарное учреждение
В настоящее время, в посёлке осуществляет свою деятельность исправительная колония строгого режима для ранее отбывавших наказание № 7 УФСИН России по Новгородской области.
В 1983 году было издано указание об образовании данного учреждения. В 1987 году, из-за преобразований, ИТК-2 в Новгороде и ИТК-8 в пос. Волховский были ликвидированы, а осуждённые переведены в эту колонию со статусом строгого режима. Особенностью этого учреждения является то, что здесь совместно с ОАО «Корпорация „Сплав“» налажено производство деталей трубопроводной арматуры для атомной энергетики. На территории возведён Храм во имя святого благоверного князя Владимира Новгородского.
В настоящее время трудятся осуждённые в подсобном хозяйстве, на швейном производстве в деревообрабатывающем цеху. Изготавливают сувенирную продукцию, выращивают кур-бройлеров и производят мясо свиней. Имеются теплицы для выращивания овощей.